# Новоузелинська сільська рада
Новоузели́нська сільська рада (рос. Новоузелинский сельский совет) — сільське поселення у складі Матвієвського району Оренбурзької області Росії.
Адміністративний центр — село Новоузелі.

## Історія
2005 року був ліквідований присілок Сумкино.

## Населення
Населення — 346 осіб (2019; 461 в 2010, 706 у 2002).

## Склад
До складу сільської ради входять:
| Населений пункт     | Населення, осіб (2002) | Населення, осіб (2010) |
| ------------------- | ---------------------- | ---------------------- |
| Ізмайлово, присілок | 69                     | 31                     |
| Новоузелі, село     | 637                    | 430                    |
| Сумкино, присілок   | 0                      | -                      |